# Liquid Tension Experiment 3
Liquid Tension Experiment 3 é o terceiro álbum de estúdio do supergrupo de metal progressivo instrumental estadunidense Liquid Tension Experiment. Lançado no dia 16 de abril de 2021, é o primeiro trabalho de estúdio do quarteto desde o Liquid Tension Experiment 2 de 1999.
A edição regular do álbum contém oito faixas, incluindo dois duetos, um "jam ininterrupto" e um "cover meticulosamente arranjado"; o disco bônus vem com quase uma hora de improvisações. A obra deverá vir nos formatos digital, CD, LP e Blu-ray, incluindo uma edição limitada de com um livro de arte em Blu-ray e uma caixa rosa de luxo limitada.
Um vídeo para a música "The Passage of Time", a primeira composição deles em 22 anos, foi lançado em 22 de janeiro de 2021. A ele se sucedeu um vídeo para "Beating the Odds" em 26 de fevereiro de 2021, e, em seguida, um vídeo para "Hypersonic" em 24 de março de 2021.

## Contexto e produção
Em 14 de dezembro de 2020, os membros da banda Tony Levin (baixo), John Petrucci (guitarras), Jordan Rudess (teclados) e Mike Portnoy (bateria) publicaram uma série de fotos nas redes sociais (imagens deles usando máscaras cirúrgicas que soletravam "LTE 3"), sugerindo um terceiro álbum do Liquid Tension Experiment; uma foto dos quatro juntos com as mesmas máscaras foi postada no dia seguinte. Em 17 de dezembro de 2020, foi formalmente anunciado que Liquid Tension Experiment 3 seria lançado pela Inside Out Music no segundo trimestre de 2021. A data, posteriormente anunciada como 26 de março, foi adiada para 16 de abril de 2021 devido a erros de impressão do fabricante.
O álbum foi gravado secretamente em agosto de 2020, num estúdio do Dream Theater chamado DTHQ. Mike já havia gravado bateria para o álbum solo de John Terminal Velocity no msmo local, marcando o primeiro lançamento deles juntos desde o Black Clouds & Silver Linings de 2009 (com o Dream Theater); a banda reutilizaria o estúdio para as sessões do LTE. Mike e Jordan também haviam se apresentado juntos durante um Cruise to the Edge alguns anos antes. O baterista disse que a "loucura de 2020" permitiu a eles algum tempo para se reunirem.
Ainda de acordo com Mike, todos os membros mais dois profissionais do estúdio ficaram de quarentena e foram testados antes das sessões do álbum.
A faixa "Chris & Kevin's Amazing Odyssey" é uma continuação de "Chris and Kevin's Excellent Adventure" (do Liquid Tension Experiment ) e de "Chris & Kevin's Bogus Journey" (do Spontaneous Combustion); Chris e Kevin é como um fotógrafo erroneamente chamou Mike e Tony durante as sessões de fotos do primeiro álbum, e isso desde então virou uma piada interna recorrente e é usado para títulos de duetos entre o baterista e o baixista. Trata-se de um dueto de bateria e baixo no qual Tony toca o baixo vertical elétrico.
"Rhapsody in Blue", composta por George Gershwin, foi arranjada e tocada pela banda durante a turnê deles em 2008; eles gravaram uma versão em estúdio para o LTJ 3. Um interlúdio dentro da faixa inspiraria mais tarde o interlúdio de "The Count of Tuscany", faixa do Black Clouds & Silver Linings; a introdução normalmente tocada no clarinete foi adaptada por Tony para o Chapman stick.

## Faixas
Todas as músicas compostas por Liquid Tension Experiment, exceto "Rhapsody in Blue" por George Gershwin.
| Disco 1        |                                                                          |         |  |
| N.º            | Título                                                                   | Duração |  |
| 1.             | "Hypersonic" (Hipersônico)                                               | 8:22    |  |
| 2.             | "Beating the Odds" (Vencendo as Chances)                                 | 6:09    |  |
| 3.             | "Liquid Evolution" (Evolução Líquida)                                    | 3:23    |  |
| 4.             | "The Passage of Time" (A Passagem do Tempo)                              | 7:32    |  |
| 5.             | "Chris & Kevin's Amazing Odyssey" (A Incrível Aventura de Chris e Kevin) | 5:04    |  |
| 6.             | "Rhapsody in Blue" (Rapsódia Azul)                                       | 13:16   |  |
| 7.             | "Shades of Hope" (Tons de Esperança)                                     | 4:42    |  |
| 8.             | "Key to the Imagination" (Chave para a Imaginação)                       | 13:14   |  |
| Duração total: | Duração total:                                                           | 61:42   |  |

| Disco 2 (improvisações) |                                                         |         |  |
| N.º                     | Título                                                  | Duração |  |
| 1.                      | "Blink of an Eye" (Piscar de Olhos)                     | 10:28   |  |
| 2.                      | "Solid Resolution Theory" (Teoria da Revolução Sólida)  | 10:02   |  |
| 3.                      | "View from the Mountaintop" (Vista do Topo da Montanha) | 5:24    |  |
| 4.                      | "Your Beard is Good" (Sua Barba É Boa)                  | 14:31   |  |
| 5.                      | "Ya Mon"                                                | 15:24   |  |
| Duração total:          | Duração total:                                          | 55:49   |  |

## Paradas
| Parada (2021)                               | Maior colocação |
| ------------------------------------------- | --------------- |
| Áustria (Ö3 Austria Top 40)                 | 10              |
| Bélgica (Ultratop Flandres)                 | 82              |
| Bélgica (Ultratop Valônia)                  | 53              |
| Países Baixos (Dutch Charts)                | 15              |
| Finnish Albums (Suomen virallinen lista)    | 5               |
| França (SNEP)                               | 82              |
| Alemanha (Offizielle Deutsche Charts)       | 7               |
| Itália (FIMI)                               | 21              |
| Japão (Oricon)                              | 9               |
| Portugal (AFP)                              | 30              |
| Espanha (PROMUSICAE)                        | 25              |
| Swedish Physical Albums (Sverigetopplistan) | 3               |
| Reino Unido (Official Albums Chart)         | 88              |
| Reino Unido (UK Rock & Metal Albums)        | 5               |
| US Billboard 200                            | 109             |

## Créditos
- John Petrucci - guitarra
- Tony Levin - Chapman Stick, baixo
- Jordan Rudess - teclado
- Mike Portnoy - bateria, percussão
- Rich Mouser - mixagem[1]